# Sea Bright
Sea Bright is een plaats (borough) in de Amerikaanse staat New Jersey, en valt bestuurlijk gezien onder Monmouth County.

## Demografie
Bij de volkstelling in 2000 werd het aantal inwoners vastgesteld op 1818.
In 2006 is het aantal inwoners door het United States Census Bureau geschat op 1799, een daling van 19 (-1,0%).

## Geografie
Volgens het United States Census Bureau beslaat de plaats een oppervlakte van
3,0 km², waarvan 1,7 km² land en 1,3 km² water.

## Geboren
- Fred Alexander (14 augustus 1880 - Beverly Hills, 3 maart 1969), tennisser

## Plaatsen in de nabije omgeving
De onderstaande figuur toont nabijgelegen plaatsen in een straal van 8 km rond Sea Bright.